# Alexandria (Dacota do Sul)
Alexandria é uma cidade localizada no estado norte-americano de Dakota do Sul, no Condado de Hanson.

## Demografia
Segundo o censo norte-americano de 2000, a sua população era de 563 habitantes. 
Em 2006, foi estimada uma população de 665, um aumento de 102 (18.1%).

## Geografia
De acordo com o United States Census Bureau tem uma área de 
1,4 km², dos quais 1,4 km² cobertos por terra e 0,0 km² cobertos por água. Alexandria localiza-se a aproximadamente 404 m acima do nível do mar.

## Localidades na vizinhança
O diagrama seguinte representa as localidades num raio de 20 km ao redor de Alexandria. 